# Thérèse Chotteau

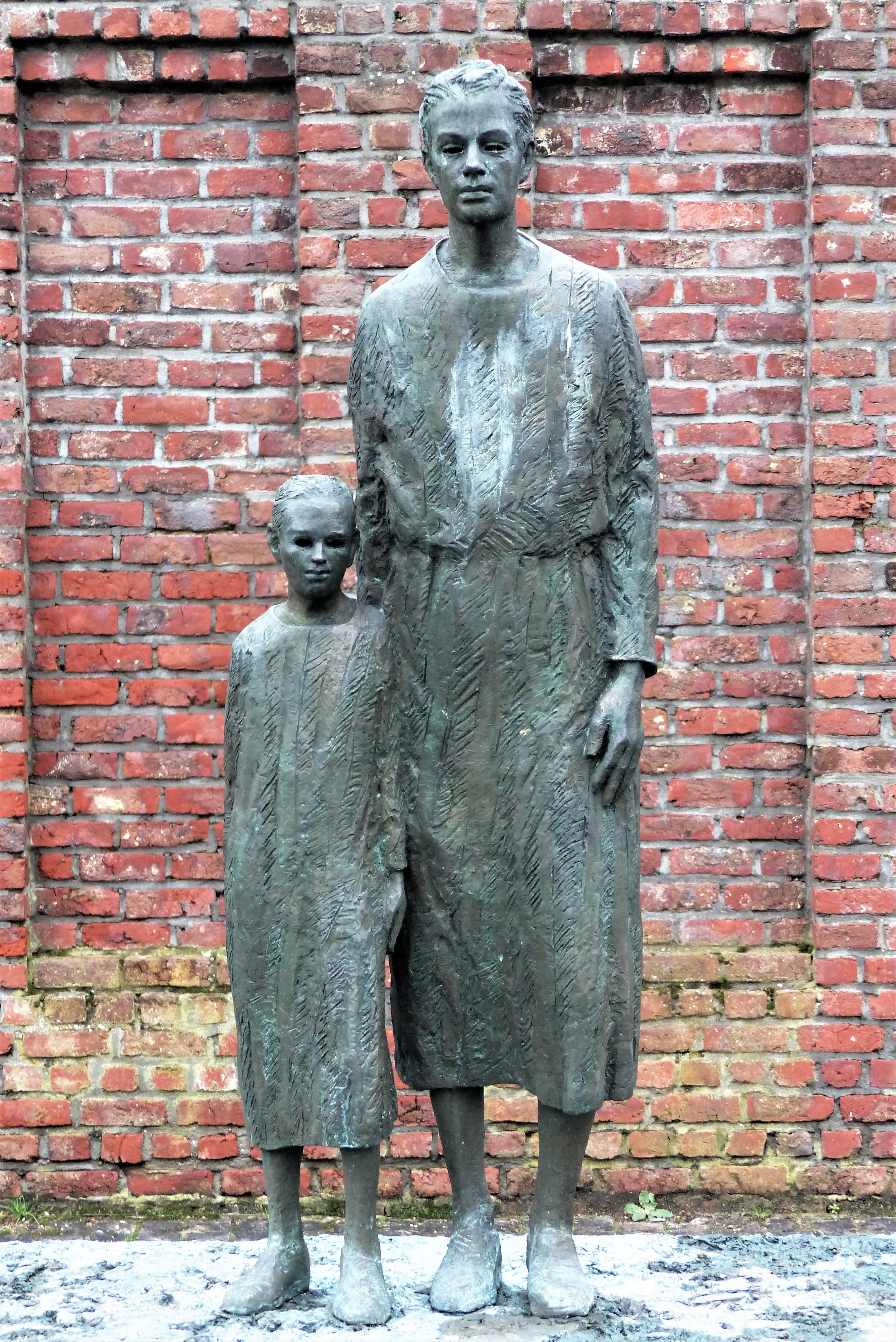
Monument Ravensbrück (2000)

Thérèse Chotteau (Etterbeek, 1951) is een  Belgisch beeldhouwer en tekenaar.

## Leven en werk
Chotteau werd opgeleid aan de Koninklijke Academie voor Schone Kunsten van Brussel (1972-1975). Ze maakt tekeningen, vaak in zwarte inkt, die ze gebruikt bij de totstandkoming van haar omgevingssculpturen. De mens staat centraal in haar werk, maar ze wordt ook geïnspireerd door de natuur en met name bomen.
In 1972 werkte ze mee aan de totstandkoming van het atelier Dynamusée in de Koninklijke Musea voor Kunst en Geschiedenis. Chotteau gaf les in tekenen en beeldhouwen aan l'ERG (École de recherche graphique) in Elsene, het Hoger Instituut voor Architectuur en het Sint-Lucasinstituut in Brussel.

## Enkele werken
- 1989 buste F. Remion
- 1992-1995 La Quadrature de l'Arbre, Oudergem. In samenwerking met architect Thierry Gonze.
- 1996 Le Mouvement Perpétuel, Tervurenlaan, Brussel.
- 1998 Kelda, Tournay-Solvaypark in Watermaal-Bosvoorde.
- 1999 Le Porteur d'Eau, Park Einstein, Louvain-la-Neuve.
- 2000 Le Temple de la Nature, Park Georges Henri, Sint-Lambrechts-Woluwe.
- 2000 Monument Ravensbrück, Park Georges Henri, Sint-Lambrechts-Woluwe.
- 2009 Le Cycle du Temps, Ukkel.
- 2010 La Synergie des Flux, Louvain-la-Neuve.

## Fotogalerij

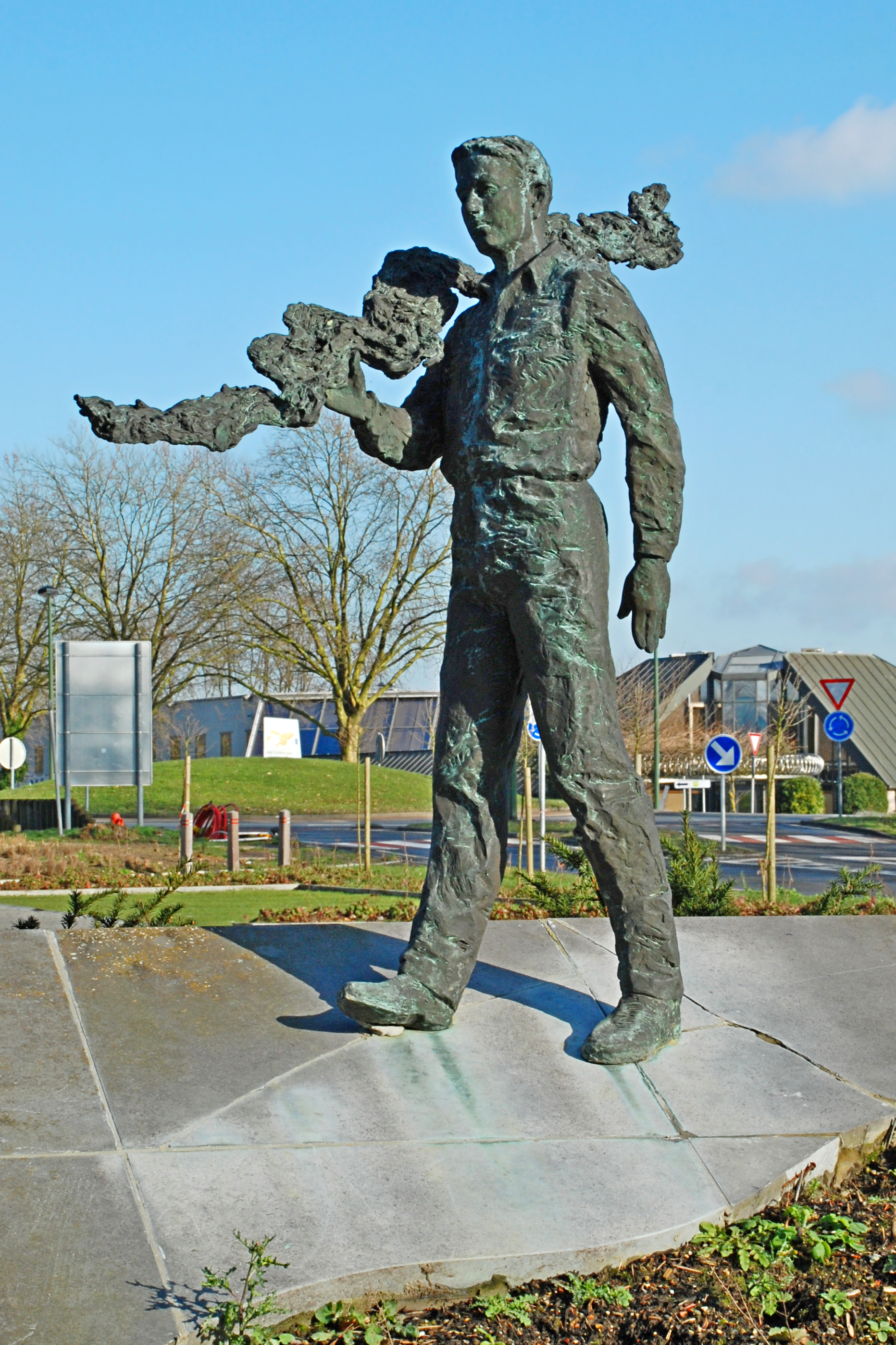
Le Porteur d'Eau (1999)
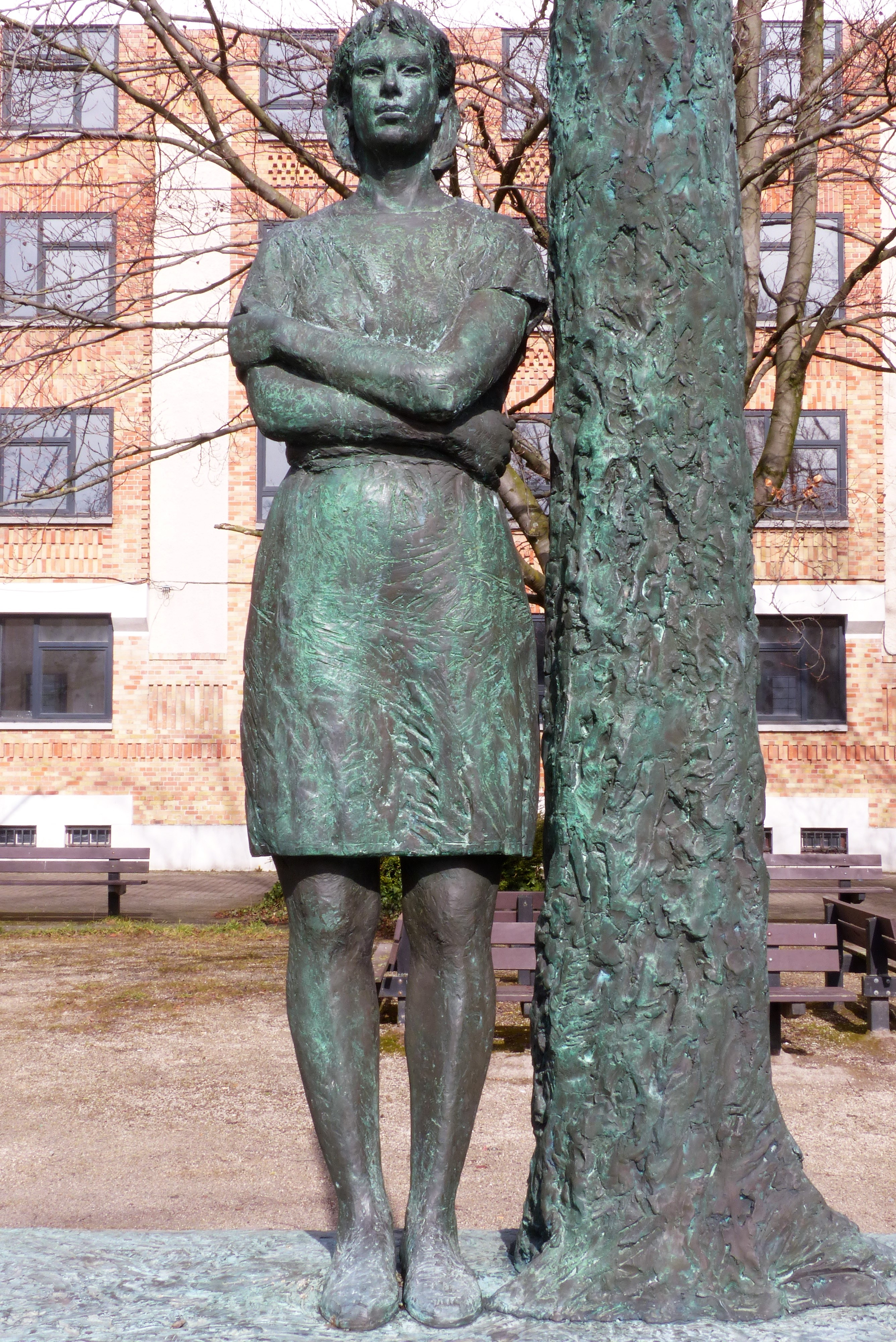
Le Temple de la Nature (2000)